# Nekrolog 1668
Nekrolog
◄◄
| ◄
| 1664
| 1665
| 1666
| 1667
| 1668 | 1669 | 1670 | 1671 | 1672 | ► | ►►
Weitere Ereignisse | Allgemeiner Nekrolog 1668
Die Beschreibung der verstorbenen Person sollte so kurz wie möglich gehalten sein und nur deren signifikante Tätigkeit(en) enthalten.
Neue Namen ggf. auch unter dem Geburts- und Sterbedatum, also etwa unter 1. Januar und im Geburts- und Sterbejahr (2024) eintragen (nur bei entsprechender großer Wichtigkeit). Für Beispiele siehe die schon vorhandenen Artikel.
Außerdem über die fünf zuletzt Verstorbenen, zu denen es einen ausreichend guten Artikel für eine Präsentation auf der Hauptseite gibt, nach der todesbedingten Überarbeitung der Artikel ggf. auch unter Wikipedia Diskussion:Hauptseite informieren und sie am besten auch in den anderen Wikipedia-Sprachversionen eintragen. Tipp: Regelmäßig bei news.google.de nach „ist tot“, „gestorben“ oder „verstorben“ suchen.
Wenn eine Person gestorben ist, gibt es viele Seiten zu dieser Person in der Wikipedia, die davon auch betroffen sind und entsprechend aktualisiert werden müssen. Beispiele: Namenübersichtsseite, Geburtsjahr, Geburtsort-Seiten und viele mehr.
Wie finde ich die betroffenen Seiten?
Im Suchfeld auf der linken Seite gibt man den Suchbegriff so ein: „Vorname Nachname“. Dann klickt man auf Volltext und alle Seiten mit entsprechendem Suchtext werden aufgerufen. Hier sieht man dann schnell, wo auch das Todesjahr Sinn macht oder sogar ein Teil des Artikels angepasst werden muss. Auch hilft das „Werkzeug“ auf der linken Seite sehr gut, um solche Seiten aufzufinden: „Links auf diese Seite“. Somit ist die Wikipedia wieder aktuell in allen Bereichen! Hinweis: bei Eintragung der Kategorie „Gestorben JAHR“ wird der Missbrauchsfilter 49 ausgelöst, was jedoch nicht schlimm ist. Siehe: Spezial:Missbrauchsfilter/49
Dies ist eine Liste von im Jahr 1668 verstorbenen bekannten Persönlichkeiten. Die Einträge erfolgen innerhalb der einzelnen Daten alphabetisch sortiert. Tiere sind im Nekrolog für Tiere zu finden.

## Januar
| Tag        | Name                             | Beruf, bekannt als                                                | Alter | Beleg |
| ---------- | -------------------------------- | ----------------------------------------------------------------- | ----- | ----- |
| 1. Januar  | Edzard Ferdinand                 | deutscher Adliger                                                 | 31    |       |
| 3. Januar  | Hermann Pincier                  | deutscher Jurist und Domherr im Lübecker Domkapitel               | 69    |       |
| 6. Januar  | Magdalena Sibylle von Sachsen    | Herzogin von Sachsen-Altenburg                                    | 50    |       |
| 8. Januar  | Georg Nusch                      | Bürgermeister und Spitalpfleger von Rothenburg ob der Tauber      | 80    |       |
| 16. Januar | Charles Alphonse Dufresnoy       | französischer Maler                                               |       |       |
| 22. Januar | Giovanni Battista Maria Pallotta | italienischer römisch-katholischer Bischof, Kardinal und Diplomat | 73    |       |
| 31. Januar | Hermann Busenbaum                | jesuitischer Theologe                                             | 67    |       |

## Februar
| Tag         | Name                            | Beruf, bekannt als                                                 | Alter | Beleg |
| ----------- | ------------------------------- | ------------------------------------------------------------------ | ----- | ----- |
| 2. Februar  | Antonio del Castillo y Saavedra | spanischer Maler und Bildhauer des Barock                          |       |       |
| 8. Februar  | Alessandro Tiarini              | italienischer Maler                                                | 90    |       |
| 14. Februar | Johannes Niedling               | deutscher Kirchenlieddichter                                       |       |       |
| 18. Februar | Girolamo Farnese                | italienischer Kardinal und Herzog von Latera                       | 68    |       |
| 20. Februar | Theodor Lente                   | deutscher Kanzler, königlich dänisch-norwegischer Rat und Diplomat | 62    |       |
| 21. Februar | John Thurloe                    | englischer Politiker und Spion                                     | 51    |       |
| 22. Februar | Johann Jakob Ulrich             | Schweizer evangelischer Geistlicher und Hochschullehrer            | 65    |       |
| 23. Februar | Artus Quellinus I.              | niederländischer Bildhauer                                         | 58    |       |
| 24. Februar | Johann Ernst Gerhard der Ältere | deutscher lutherischer Theologe                                    | 46    |       |
| 28. Februar | Otto Praetorius                 | deutscher Historiker und Hochschullehrer                           |       |       |
| Februar     | Johannes Goedaert               | niederländischer Entomologe und Maler                              |       |       |

## März
| Tag      | Name                      | Beruf, bekannt als                                                               | Alter | Beleg |
| -------- | ------------------------- | -------------------------------------------------------------------------------- | ----- | ----- |
| 3. März  | Mathias Rotenburger       | österreichischer Orgelbauer                                                      |       |       |
| 4. März  | Jacob Stolterfoht         | Lübecker Pastor und Theologe                                                     | 67    |       |
| 17. März | Isaac Koedijck            | niederländischer Maler und Kaufmann                                              |       |       |
| 17. März | Sigismund Pichler         | deutscher Philosoph                                                              | 64    |       |
| 20. März | Francesco Sbarra          | italienischer Dichter und Librettist                                             | 57    |       |
| 21. März | Wolff Christoph von Arnim | kursächsischer Kammerherr, Geheim- und Kriegsrat sowie Generalleutnant           | 60    |       |
| 22. März | Charlotte de La Trémoille | französische Adlige aus dem Haus La Trémoille und durch Heirat Countess of Derby |       |       |
| 27. März | Clemens Thieme            | deutscher Komponist des Barock                                                   | 36    |       |
| März     | Andreas Bock              | deutscher Zimmermeister                                                          | 38    |       |

## April
| Tag       | Name                                | Beruf, bekannt als                                                               | Alter | Beleg |
| --------- | ----------------------------------- | -------------------------------------------------------------------------------- | ----- | ----- |
| 1. April  | Johann Agricola                     | deutscher Mediziner, Alchemist                                                   | 78    |       |
| 4. April  | Alexander Marschall von Bieberstein | Gutsbesitzer und kurfürstlich sächsischer Rat                                    | 63    |       |
| 7. April  | William Davenant                    | englischer Schriftsteller und Theaterdirektor                                    | 62    |       |
| 12. April | Sebastian Franck                    | deutscher Dichter von Kirchenliedern                                             | 62    |       |
| 21. April | Johann Bockhorst                    | deutscher Maler                                                                  |       |       |
| 21. April | Joachim von Boeselager              | deutscher Hofbeamter und Diplomat                                                |       |       |
| 29. April | Joachim Kuno von Owstin             | deutscher Jurist, mecklenburgischer Hofrat, schwedisch-pommerscher Regierungsrat | 60    |       |
| 29. April | Adolph Hund von Saulheim            | deutscher Domdekan und Dompropst in Mainz                                        |       |       |

## Mai
| Tag        | Name                                    | Beruf, bekannt als                                                  | Alter | Beleg |
| ---------- | --------------------------------------- | ------------------------------------------------------------------- | ----- | ----- |
| 1. Mai     | Frans Luycx                             | flämischer Maler des Barocks                                        | 64    |       |
| 4. Mai     | Wolfgang Georg I. zu Castell-Remlingen  | deutscher Landhofmeister und Landesherr                             | 58    |       |
| 9. Mai     | Otto Christoph von Sparr                | erster kurbrandenburgische und preußische Feldmarschall             | 68    |       |
| 13. Mai    | Stephan Klotz                           | deutscher Professor für Theologie                                   | 61    |       |
| 16. Mai    | Johann Winter von Güldenborn            | deutscher Militär und Verwaltungsbeamter                            |       |       |
| 20. Mai    | Nicolas Mignard                         | französischer Barockmaler und Graveur                               | 62    |       |
| 21. Mai    | Josephus Adjutus                        | Minorit, dann lutherischer Konvertit und Sprachlehrer               |       |       |
| 21. Mai    | Christoph Delphicus von Dohna           | schwedischer General und Diplomat                                   | 39    |       |
| 23. Mai    | Miguel Gómez de Silva                   | chilenischer Offizier in Diensten der spanischen Krone              |       |       |
| 23. Mai    | Thomas Teddeman                         | englischer Admiral                                                  |       |       |
| 23. Mai    | Philips Wouwerman                       | niederländischer Maler des Barock                                   |       |       |
| 31. Mai    | Johann Wilhelm Libštejnský von Kolowrat | Erzbischof von Prag                                                 | 42    |       |
| Anfang Mai | Johann Franz von Barwitz                | Feldmarschalleutnant und Landeshauptmann des Fürstentums Großglogau |       |       |

## Juni
| Tag      | Name                              | Beruf, bekannt als                                           | Alter | Beleg |
| -------- | --------------------------------- | ------------------------------------------------------------ | ----- | ----- |
| 1. Juni  | Simon Matthäus von Rosenhand      | Regierungsrat in Schwedisch-Pommern                          | 55    |       |
| 1. Juni  | Guidobald von Thun und Hohenstein | Fürsterzbischof von Salzburg, Bischof von Regensburg         | 51    |       |
| 4. Juni  | Ernestine von Ligne               | Tochter des Fürsten Lamoral de Ligne und der Maria von Melun | 73    |       |
| 18. Juni | Iwan Brjuchowezkyj                | Hetman der linksufrigen Ukraine                              |       |       |
| 20. Juni | Heinrich Roth                     | deutscher Missionar und Pionier der Sanskritforschung        | 47    |       |
| 21. Juni | Gilles de La Roche-Saint-André    | französischer Aristokrat und Marineoffizier                  |       |       |
| 23. Juni | Joannes Wachtendonck              | römisch-katholischer Theologe und Erzbischof                 | 76    |       |

## Juli
| Tag      | Name                | Beruf, bekannt als                | Alter | Beleg |
| -------- | ------------------- | --------------------------------- | ----- | ----- |
| 1. Juli  | Wendela Bicker      | Ehefrau von Johan de Witt         |       |       |
| 10. Juli | Adam-Nicolas Gascon | wallonischer Komponist des Barock | 45    |       |

## August
| Tag        | Name                                  | Beruf, bekannt als                                                                       | Alter | Beleg |
| ---------- | ------------------------------------- | ---------------------------------------------------------------------------------------- | ----- | ----- |
| 1. August  | Yiran Xingrong                        | chinesischer Priester und Maler                                                          | 66    |       |
| 2. August  | Annibale Gonzaga                      | kaiserlicher Feldmarschall und Hofkriegsratspräsident                                    |       |       |
| 9. August  | Jacob Balde                           | deutscher Jesuit und Dichter                                                             | 64    |       |
| 10. August | Samuel Kinner                         | deutscher Kirchenlieddichter                                                             |       |       |
| 10. August | Johann Erich Ostermann                | deutscher Gräzist                                                                        | 57    |       |
| 11. August | Johann Marquard                       | Bürgermeister von Lübeck                                                                 | 58    |       |
| 12. August | Johann Jakob Schleich                 | deutscher Benediktiner und Abt                                                           |       |       |
| 15. August | Ernestine Charlotte von Nassau-Siegen | Tochter des Grafen Johann VIII von Nassau-Siegen, Ehefrau des Fürsten von Nassau-Hadamar | 44    |       |
| 19. August | Georg Weigel                          | deutscher evangelischer Theologe                                                         | 74    |       |
| 25. August | Johann Zwelfer                        | deutscher Arzt, Apotheker und Chemiker                                                   |       |       |

## September
| Tag           | Name                          | Beruf, bekannt als                                                              | Alter | Beleg |
| ------------- | ----------------------------- | ------------------------------------------------------------------------------- | ----- | ----- |
| 2. September  | Lorenz Petersen               | Ratsherr der Hansestadt Lübeck                                                  |       |       |
| 6. September  | Georg Fuisting                | Abt des Benediktinerklosters Liesborn                                           |       |       |
| 9. September  | Hans Jakob Dünz               | Schweizer Maler                                                                 |       |       |
| 12. September | Enoch Gläser                  | deutscher Jurist und Dichter                                                    | 40    |       |
| 15. September | Jan Miense Molenaer           | niederländischer Maler und Radierer                                             |       |       |
| 16. September | Paolo Emilio Rondinini        | italienischer Geistlicher, Bischof von Assisi und Kardinal der Römischen Kirche |       |       |
| 19. September | William Waller                | englischer Soldat, Abgeordneter im House of Commons                             |       |       |
| 29. September | Willem Boreel                 | niederländischer Politiker, Diplomat und Advokat                                | 77    |       |
| September     | John Erskine, 21. Earl of Mar | schottischer Adeliger, 21. Earl of Mar                                          |       |       |
| September     | Titus van Rijn                | Sohn Rembrandts                                                                 |       |       |

## Oktober
| Tag         | Name                                       | Beruf, bekannt als | Alter | Beleg |
| ----------- | ------------------------------------------ | --- | ----- | ----- |
| 13. Oktober | Algernon Percy, 10. Earl of Northumberland | englischer Adliger, Militär und Staatsmann                                                                                | 66    |       |
| 18. Oktober | Zacharias Wagner                           | deutscher Schreiber, Zeichner, Kaufmann, Angestellter der Niederländischen Westindien-Kompanie und der Ostindien-Kompanie | 54    |       |
| 23. Oktober | Giovanni Rovetta                           | venezianischer Barockkomponist                                                                                            |       |       |

## November
| Tag          | Name                           | Beruf, bekannt als                                 | Alter | Beleg |
| ------------ | ------------------------------ | -------------------------------------------------- | ----- | ----- |
| 4. November  | Philipp Erwein von Schönborn   | Reichserzkanzler                                   |       |       |
| 7. November  | Takatsukasa Norihira           | japanischer Hofadliger der frühen Tokugawa-Periode | 59    |       |
| 18. November | Ernst von Traun                | österreichischer Adliger und Militär               | 60    |       |
| 20. November | Amadeus Eckolt                 | deutscher Rechtswissenschaftler                    | 45    |       |
| 20. November | Francis Howgill                | Prediger und Autor des jungen Quäkertum            |       |       |
| 21. November | Adolf Wilhelm                  | Herzog von Sachsen-Eisenach                        | 36    |       |
| 25. November | Heinrich Brömser von Rüdesheim | Vizedom des Rheingaus                              |       |       |

## Dezember
| Tag          | Name                                   | Beruf, bekannt als                                                              | Alter | Beleg |
| ------------ | -------------------------------------- | ------------------------------------------------------------------------------- | ----- | ----- |
| 3. Dezember  | William Cecil, 2. Earl of Salisbury    | englischer Peer und Politiker                                                   | 77    |       |
| 10. Dezember | Jakob Nussbaumer                       | Schweizer Pfarrer                                                               | 66    |       |
| 10. Dezember | Michael Zauchenberger                  | Vizedom von Friesach                                                            | 64    |       |
| 11. Dezember | Marquise-Thérèse de Gorle              | französische Schauspielerin                                                     |       |       |
| 14. Dezember | Louise de Ballon                       | französische Mystikerin, Zisterzienserin, Ordensreformerin und Klostergründerin | 77    |       |
| 17. Dezember | Johann Below                           | deutscher Mediziner                                                             |       |       |
| 26. Dezember | Hermann von Lengerke                   | Lübecker Ratsherr                                                               |       |       |
| 27. Dezember | Franz Romanus                          | deutscher Rechtswissenschaftler                                                 | 68    |       |
| 28. Dezember | Katharina Juliane von Hanau-Münzenberg | Schwester der Amalie Elisabeth, Landgräfin und Regentin von Hessen-Kassel       | 64    |       |
| 29. Dezember | Jakob Sebastian Lauremberg             | deutscher Historiker und Jurist                                                 | 49    |       |

## Datum unbekannt
| Tag | Name                     | Beruf, bekannt als                                            | Alter  | Beleg |
| --- | ------------------------ | ------------------------------------------------------------- | ------ | ----- |
|     | Manuel Bocarro Francês   | sefardischer Arzt, Astronom, Mathematiker und Schriftsteller  |        |       |
|     | Quiringh van Brekelenkam | holländischer Maler                                           |        |       |
|     | Abraham Chear            | englischer Geistlicher, Schriftsteller und Pädagoge           |        |       |
|     | Carlo D’Aprile           | italienischer Architekt                                       |        |       |
|     | Dayan Otschir Khan       | Fürst der westmongolischen Khoshuud in Tibet                  |        |       |
|     | Sergio Gamerio           | Arabist und maronitischer Bischof                             |        |       |
|     | Annibal Gantez           | französischer Kapellmeister und Komponist des Barock          |        |       |
|     | Ewaldt Hintz             | deutscher Organist und Komponist                              |        |       |
|     | Steponas Jaugelis-Telega | litauischer Kulturaktivist und Bürgermeister                  |        |       |
|     | Nicolas Métru            | französischer Komponist des Barock und Lehrer Lullys          |        |       |
|     | Balthasar Moncornet      | französischer Maler, Kupferstecher, Kunsthändler und Verleger |        |       |
|     | Bonaventura Rubino       | italienischer Organist und Komponist                          |        |       |
|     | Teresa Sampsonia         | iranisch-englische Adlige                                     | ca. 79 |       |
|     | Thrinle Gyatsho          | Lama der Gelug-Tradition des Buddhismus in Tibet, Regent      |        |       |
|     | Justinian von Welz       | österreichischer evangelischer Missionar                      |        |       |